# Martin Baumgartner
Martin Baumgartner (* 16. Januar 1992; heimatberechtigt in Glarus Süd) ist ein Schweizer Politiker (SVP) und Unternehmer.

## Biografie
Seit 2022 gehört Martin Baumgartner dem Kantonsparlament des Kantons Glarus, dem Landrat, an. Seit Juni 2024 ist er auch Gemeinderat in Glarus Süd. Er wohnt in Engi.
Beruflich leitet er das Familienunternehmen Schneider Sport GmbH. Er engagiert sich stark im sportlichen und regionalen Vereinsleben – u. a. als Präsident des OK MunggäRun Elm, Mitglied des Skiclubs Weissmeilen sowie Vizepräsident der Ferienregion Elm. Politisch aktiv ist er besonders in den Bereichen Bau, Raumplanung, Verkehr sowie Finanzausgleich und Tourismusinfrastruktur.